# بوركو بيرينشي
بوركو بيرينشي (بالتركية: Burcu Pirinçci)‏ مواليد 8 فبراير 1990 في تركيا، هي لاعبة كرة يد تركية تلعب كوسط مدافع. تلعب في الدوري التركي لكرة اليد للسيدات. مثلت منتخب تركيا لكرة اليد للسيدات. نافست في كأس أبطال الكؤوس الأوروبية لكرة اليد للسيدات (2005–06، 2011–12 و 2012–13).